# The Vamps
The Vamps  je britská popová kapela vzniklá v roce 2012. Jejími členy jsou Connor Ball (basová kytara, zpěv), Tristan Evans (bicí, zpěv), James McVey (sólová kytara) a Bradley Simpson (kytara, hlavní zpěvák).
Kapelu v roce 2011 (2012) založili James McVey s Bradleyem Simpsonem. Později přibyli bubeník Tristan Evans a jako poslední baskytarista Connor Ball.
29. září 2013 vydali The Vamps svůj debutový singl "Can We Dance", který se v Británii po vydání umístil na druhé příčce UK Singles Chart. Druhý singl "Wild Heart", vydaný 18. ledna 2014, dosáhl v UK Singles Chart na třetí příčku. V únoru 2014 jej vydali jako svůj první singl také ve Spojených státech a Kanadě. Třetím singlem byl "Last Night", zveřejněný v britských rádiích 24. února a vydaný 6. dubna 2014. Jejich debutové album Meet the Vamps  šlo do prodeje 14. dubna 2014. V roce 2014 se kapele podařilo zvítězit v 6. ročníku ankety MTV Brand New.
V roce 2017 si připsali první číslo 1 na Official UK Albums Chart s albem Night & Day (Night Edition). The Vamps také založili vlastní nahrávací společnost Steady Records a spolupracují s EMI / Universal
V roce 2018 se kytarista McVey účastnil osmnácté série I'm a Celebrity...Get Me Out of Here! a skončil na pátém místě. Od svého debutu v roce 2012 nepřetržitě cestovali po celém světě a jsou první kapelou, která pět let po sobě vedla londýnskou O2 Arenu.

## Historie

### 2011-2012:Setkání
James McVey byl již řízen Richardem Rashmanem a Joe O'Neillem z Prestige Management. McVey se rozhodl, že chce založit kapelu, a následně v roce 2011 prostřednictvím YouTube objevil Bradleyho Simpsona. Společně dvojice psala písně roku 2011, přičemž Simpson se později stal zpěvákem. V roce 2012 se Simpson a McVey setkali s Tristanem Evansem prostřednictvím Facebooku. Trojice se poté setkala s Connorem Ballem prostřednictvím společného přítele. V polovině roku 2012 začala skupina nahrávat cover písně na svůj kanál YouTube. V říjnu byli označováni jako nová chlapecká skupina, se zvláštním důrazem na jejich YouTube představení písně „Live While We Young“ od One Direction.

### 2013-2014:Meet The Vamps
Dne 22. července 2013 kapela nahrála na svůj účet YouTube svou první originální píseň „Wildheart“ (později přejmenovanou na „Wild Heart“); video získalo během prvních dvou dnů více než 46 000 zhlédnutí. Dne 6. srpna 2013 vydali videoklip k debutovému singlu „Can We Dance“, který během dvou týdnů získal více než 1 milion zhlédnutí. „Can We Dance“ vyšlo 29. září 2013 a vybojovalo si druhou příčku v UK Singles Chart. Dne 19. listopadu 2013 skupina oznámila, že vydá své debutové album kolem Velikonoc.
Dne 13. března 2014 The Vamps oznámili, že jejich debutové album bude vydáno 14. dubna 2014. Dne 22. března vyšlo najevo, že album bude mít název Meet the Vamps. 6. dubna vydali „Last Night“ jako třetí singl z alba, který obsadil číslo dvě ve Velké Británii.
Dne 18. května 2014 byla vydána nová verze písničky„Somebody to You“, s americkou zpěvačkou Demi Lovato, jako čtvrtý singl z alba Meet the Vamps a jejich debutový singl ve Spojených státech, po němž následovalo stejnojmenné EP v srpnu 2014. Doprovodné hudební video na YouTube od té doby nashromáždilo přes 108 milionů zhlédnutí
Dne 12. října 2014 byla vydána nová verze skladby „Oh Cecilia (Breaking My Heart)“, kterou nazpívali s kanadským zpěvákem Shawnem Mendesem, jako pátý a poslední singl z alba.
Dne 4. listopadu 2014 bylo album Meet the Vamps  oficiálně vydáno v Severní Americe. 1. prosince 2014 bylo album znovu vydáno jako Meet the Vamps (Christmas edition), které obsahuje osm bonusových a vánočních singlů

### 2015-2016:Steady Records a Wake Up
V únoru 2015 The Vamps oznámili, že spolu s Universal Music a EMI Records založili vlastní nahrávací společnost, ale ještě neměla jméno. Teprve v říjnu vyšlo najevo, že se bude jmenovat Steady Records.
2. října 2015 vydali singl "Wake Up". Jejich druhé studiové album „Wake Up“ vyšlo 27. listopadu 2015. Vystupovali na fanfestech v Evropě a vydali se na světové turné s názvem Wake Up World Tour, které začalo v lednu 2016. Píseň se umístila na dvanácté příčce v UK Singles Chart a album se umístilo na desátém místě v UK Albums Chart a v prvním týdnu se v zemi prodalo přes 27 tisíc kopií. Druhý singl z alba „Rest Your Love“ byl vydán ve stejný den jako album.
V lednu 2016 vydali singl "Kung Fu Fighting" pro animovaný film Kung Fu Panda 3, později i videoklip.

### 2016-současnost:Autobiografie, All night, Night&Day a Cherry Blossom
Dne 7. října 2016, The Vamps v přímém přenosu na Facebooku oznámili, že první singl z jejich třetího studiového alba (zatím beze jména), bude vydán dne 14. října 2016. Bylo také oznámeno, že album vyjde v létě 2017. Dne 12. října 2016 skupina oznámila prostřednictvím živého přenosu, že singl se bude jmenovat „All Night“ a bude to spolupráce s norským DJ Matomou. Píseň se vyšplhala na 24. příčku v UK Singles Chart, na 6. příčce v Irish Singles Chart, na 13. v Norwegian Singles Chart, na 12. v New Zealand Singles Chart. Singl se stal jejich nejznámějším a nejsledovanějším na platformě Spotify.
Dne 20. října 2016 vydali The Vamps autobiografii The Vamps: Our Story 100% Official, která byla oznámena před několika měsíci.
„Middle of the Night“, singl se spoluprací s dánským DJ Martinem Jensenem byl vydán 28. dubna 2017 ve stejný den, kdy začalo turné Middle of the Night Tour. Během první show turné bylo oznámeno, že název jejich třetího alba je Night & Day a vyjde ve dvou částech. První část, Night Edition, měla vyjít v červenci 2017 a druhá, Day Edition, měla vyjít v červenci 2018. Dne 19. května 2017 vydal švédský DJ Mike Perry singl „Hands“, spolupráce mezi sebou, The Vamps, a americkou zpěvačkou Sabrinou Carpenter, která byla součástí alba. První část alba, Night Edition, byla vydána 14. července 2017 a vysloužila si první příčku v UK Albums Chart.
Dne 20. dubna 2018 vydala skupina singly „Too Good to be True“, „Personal“, „Hair Too Long“ a „Just My Type“ z jejich alba Day Edition. Dne 13. července 2018 vydali album Day Edition, které se umístilo na prvním místě v Official Scottish Albums Chart a na druhém v UK Albums Chart.
Dne 27. července 2018 vydali singl „We Don’t Care“, který spolupracoval s anglickým DJ Sigala. V březnu 2019 vydali singl "All the lies" ve spolupráci s brazilským DJ Alokem a německým producentem Felixem Jaehnem.
EP „Missing You“ vyšlo 25. dubna 2019. Skládá se ze 4 písní: „Missing You“, „Right Now“, „Waves“, „All the Lies“.
Dne 30. července 2020 oznámili své páté studiové album Cherry Blossom. Hlavní singl „Married in Vegas“ vyšel ve stejný den jako předobjednávka alba, což je 31. července. Dne 10. září 2020 vydali druhý singl z alba zvaný "Chemicals". Vydání alba je naplánováno na 16. října 2020

## Členové

### Bradley Simpson
Bradley Will "Brad" Simpson (nar. 28. července 1995) je ze Sutton Coldfield ve West Midlands. Je hlavním zpěvákem a kytaristou kapely. Simpson se s Jamesem McVeyem setkal prostřednictvím YouTube v roce 2012 (McVeyův profil uvádí 2011), odkdy pracovali na svém debutovém albu.

### James Brittain-McVey
James Daniel Brittain-McVey (nar. 30. dubna 1994) je z Bournemouthu v Dorsetu. Je hlavním kytaristou a zpěvákem kapely. McVey se se Simpsonem setkal prostřednictvím YouTube v roce 2012 (McVeyův profil uvádí 2011), odkdy pracovali na svém debutovém albu.
Už před založením The Vamps byl McVey poměrně aktivním sólovým zpěvákem/kytaristou. Na YouTube nazpíval celou řadu koververzí i vlastních skladeb a 5. prosince 2009 dokonce u nezávislého vydavatelství vydal své debutové EP Who I Am, mj. na  iTunes [online]. Dostupné online., obsahující pět originálních písní, mj. také "Move My Way", později převzatou právě The Vamps.

### Connor Ball
Connor Samuel John Ball (nar. 15. března 1996 ve skotském Aberdeenu) žije v Hattonu ve Warwickshiru. V kapele hraje na baskytaru a zpívá. Členem kapely se stal jako poslední; jeho přijetí do kapely je dokonce zdokumentováno ve videu na YouTube, nahraném 10. března 2013.

### Tristan Evans
Tristan Oliver Vance Evans (nar. 15. srpna 1994) je z Exeteru v Devonshiru. Je bubeníkem kapely a příležitostným zpěvákem. Příležitostně vystupuje i v roli producenta, především v případě natočených coververzí.

## Diskografie
Studiová alba
- Meet the Vamps (2014)
- Wake Up (2015)
- Night & Day (Night edition) (2017), Night&Day (Day edition) (2018)
- Cherry Blossom (2020)

Extended Plays (EPs)
- All night [17]
- Missing you [11]

## Ocenění
| Cena                      | Rok  | Kategorie                                 | Album/píseň  | Výsledek          |
| ------------------------- | ---- | ----------------------------------------- | ------------ | ----------------- |
| 4Music Video Honours      | 2013 | Your Best Breakthrough                    |              | vítězství         |
| The Hot Hits Awards       | 2013 | Favourite New Artist                      |              | vítězství         |
| The Hot Hits Awards       | 2013 | Best Group                                |              | vítězství         |
| BBC Radio 1 Teens Adwards | 2014 | Friday Download's Best Breakthrough Award |              | vítězství         |
| BBC Radio 1 Teens Adwards | 2014 | Best British Group                        |              | vítězství         |
| BBC Radio 1 Teens Adwards | 2014 | Best British Single                       | "Last Night" | vítězství         |
| Melty Future Awards       | 2014 | Prix Spécial International                |              | vítězství         |
| Melty Future Awards       | 2014 | UK Favourite Breakthrough                 |              | vítězství         |
| Radio Disney Music Awards | 2014 | The Freshest-Best New Artist              | nominace     |                   |
| Teen Choice Awards        | 2014 | Love Song                                 | nominace     | "Somebody to You" |
| Teen Choice Awards        | 2014 | Breakout Group                            | nominace     |                   |
| World Music Awards        | 2014 | World's Best Song                         | nominace     | "Can We Dance"    |
| World Music Awards        | 2014 | World's Best Song                         | nominace     | "Wild Heart"      |
| World Music Awards        | 2014 | World's Best Video                        | nominace     | "Can We Dance"    |
| World Music Awards        | 2014 | World's Best Video                        | nominace     | "Wild Heart"      |
| World Music Awards        | 2014 | World's Best Album                        | nominace     | Meet the Vamps    |
| World Music Awards        | 2014 | World's Best Group                        | nominace     |                   |
| World Music Awards        | 2014 | World's Best Live Act                     | nominace     |                   |
| Scottish Awards           | 2015 | Scottish Fashion Icon of the Year         | Connor Ball  | vítězství         |
| BBC Radio 1 Teen Awards   | 2016 | Best British Group                        | The Vamps    | vítězství         |
| Teen Choice Awards        | 2016 | Choice Song Group                         | "Wake Up"    | nominace          |
| Teen Choice Awards        | 2017 | Choice Music Group                        | The Vamps    | nominace          |
| iHeartRadio Music Awards  | 2018 | Best Boyband                              | The Vamps    | nominace          |